# マツダ・ユーノス100
ユーノス100 (EUNOS 100)は、マツダが展開していた販売店ブランドユーノスで、1989年から1994年にかけて販売され、Cセグメントに属していた5ドアハッチバッククーペである。

## 概要
1989年10月から販売が開始された。ユーノス100は、当時マツダが推し進めていた販売店舗網の多チャンネル化に伴い、すでに同年2月に販売されていたファミリアアスティナをベースに、バンパーモールのカラード化やホイールキャップといった主要パーツの一部意匠変更を施したバッジエンジニアリングモデルで、同社が展開していた販売店ブランドユーノスのエントリーモデルとして位置づけられていた。燃料タンク容量は50L、燃費は9.8km/L-14.0km/L。
主要パーツの一部意匠変更のほか、当初ファミリアアスティナには設定されていなかったBP-ZE型 1.8Lエンジンを搭載したグレードがユーノス100専用のモデルとして設けられるなど、両車との差別化は図られたものの販売は思うように振るわず、最終的に1,000台あまりが生産されるにとどまるなど苦戦を強いられた。
なお、ユーノス100の販売はファミリアのモデルチェンジを受け1994年をもって打ち切られている。

## ラインナップ
| グレード名称        | 生産年度             | 車両型式 | 排気量 | 新車価格  | 備考 |
| ------------------- | -------------------- | -------- | ------ | --------- | --- |
| 1.5 タイプA (5速MT) | 1989年10月-1994年5月 | E-BG5PE  | 1.498L | 142.8万円 | ファミリアアスティナとの主な相違点 ・外装:バンパーモールのカラード化。 ・フロートタイプのリアスポイラー。 ・ウインカーレンズのボディーカラーのストライプ追加。 ・内装:本革巻き4本スポークステアリング、本革シートの標準装備化。(タイプB) |
| 1.5 タイプA (4速AT) | 1989年10月-1994年5月 | E-BG5PE  | 1.498L | 151.1万円 | ファミリアアスティナとの主な相違点 ・外装:バンパーモールのカラード化。 ・フロートタイプのリアスポイラー。 ・ウインカーレンズのボディーカラーのストライプ追加。 ・内装:本革巻き4本スポークステアリング、本革シートの標準装備化。(タイプB) |
| 1.5 タイプB (5速MT) | 1989年10月-1994年5月 | E-BG5PE  | 1.498L | 156.0万円 | ファミリアアスティナとの主な相違点 ・外装:バンパーモールのカラード化。 ・フロートタイプのリアスポイラー。 ・ウインカーレンズのボディーカラーのストライプ追加。 ・内装:本革巻き4本スポークステアリング、本革シートの標準装備化。(タイプB) |
| 1.5 タイプB (4速AT) | 1989年10月-1994年5月 | E-BG5PE  | 1.498L | 164.3万円 | ファミリアアスティナとの主な相違点 ・外装:バンパーモールのカラード化。 ・フロートタイプのリアスポイラー。 ・ウインカーレンズのボディーカラーのストライプ追加。 ・内装:本革巻き4本スポークステアリング、本革シートの標準装備化。(タイプB) |
| 1.8 タイプB (5速MT) | 1989年10月-1994年5月 | E-BG8PE  | 1.839L | 173.0万円 | ファミリアアスティナとの主な相違点 ・外装:バンパーモールのカラード化。 ・フロートタイプのリアスポイラー。 ・ウインカーレンズのボディーカラーのストライプ追加。 ・内装:本革巻き4本スポークステアリング、本革シートの標準装備化。(タイプB) |
| 1.8 タイプB (4速AT) | 1989年10月-1994年5月 | E-BG8PE  | 1.839L | 181.3万円 | ファミリアアスティナとの主な相違点 ・外装:バンパーモールのカラード化。 ・フロートタイプのリアスポイラー。 ・ウインカーレンズのボディーカラーのストライプ追加。 ・内装:本革巻き4本スポークステアリング、本革シートの標準装備化。(タイプB) |
| 1.5 タイプX (5速MT) | 1991年3月-1994年5月  | E-BG5PE  | 1.498L | 147.8万円 | 高級オーディオを装備した特別仕様車「タイプX」を新設定。 |
| 1.5 タイプX (4速AT) | 1991年3月-1994年5月  | E-BG5PE  | 1.498L | 156.1万円 | 高級オーディオを装備した特別仕様車「タイプX」を新設定。 |

## ファミリアアスティナ（以下アスティナ、国外仕様のマツダ323F含む）との相違点
- ユーノス100には1.8Lエンジン搭載モデルが設定されているのに対し、アスティナには当初、その設定がなかった。
- ユーノス100は全車DOHCエンジンが搭載されているのに対し、アスティナはDOHCエンジンの他、SOHCエンジンの搭載設定もあった。
- リアスポイラーの形状が異なる[5]。